# Wilhelm von Hogguer
Wilhelm Daniłowicz von Hogguer, niem. Wilhelm Johann Danilowitsh von Hoggeur/Hogger/Hauggueres/d′Hogger, ros. Вильгепьм/Василий Данилович фон Гоггер/д′Оггер (ur. 1755 w Amsterdamie, zm. 1838) – dyplomata holenderski w Petersburgu i rosyjski działacz państwowy. W służbie Imperium Rosyjskiego osiągnął rangę rzeczywistego radcy stanu. Przyczynił się do przyłączenia Połągi do guberni kurlandzkiej, której był gubernatorem.

## Życiorys

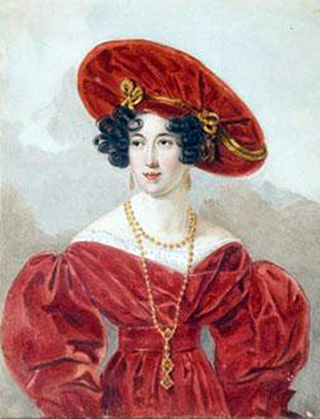
Córka Wilhelma Elizawieta Wasiljewna Hogguer.

Urodził się w rodzinie, która 22 lata wcześniej otrzymała od króla Szwecji tytuł baronów. W rosyjskiej stolicy znalazł się w 1791 jako dyplomata holenderski. Funkcję tę pełnił pięć lat, po czym przeszedł na służbę w Imperium Rosyjskim. W 1800 został uznany za rosyjskiego arystokratę, zaś za rosyjskiego barona 25 stycznia 1810. Od 14 listopada?/26 listopada 1808 do 6 sierpnia?/18 sierpnia 1811 roku sprawował urząd gubernatora kurlandzkiego. Jego poprzednikiem był Nikołaj Iwanowicz Arsienjew, zaś następcą Friedrich Wilhelm von Sivers. W czasie swojego urzędowania doprowadził do powiększenia guberni kurlandzkiej kosztem guberni wileńskiej. Sugerował on w 1810 ministrowi policji przekazanie pod administrację swojej guberni odcinka o szerokości 16 kilometrów, który oddzielał ją od Królestwa Prus. Celem takiego zabiegu miało być ograniczenie wywozu za granicę metali szlachetnych. Zgodę na ten zabieg w 1811 wydał Komitet Ministrów, jednak jego realizacja odbyła się dopiero w 1819, już po ustąpieniu gubernatora z funkcji. Do guberni włączono mniejszy od planowanego teren (Połąga i okolice), zamieszkały przez 500 osób.
W ramach służby państwowej dosłużył się rangi rzeczywistego radcy stanu (IV cywilna).

## Rodzina
Jego żoną była młodsza od niego o 6 lat Anna Aleksandrowna z domu Polianska. Miał z nią córkę Elizawietę Wasiljewną Hogguer.